# 柳青 (企业家)
柳青（1978年6月16日—），女，祖籍江苏镇江，生于北京，中国企业家，现任滴滴出行首席运营官。联想集团首任CEO柳传志之女。
柳青拥有北京大学计算机专业本科及哈佛大学计算机专业硕士的学历。职业生涯曾于高盛亚洲工作12年，最初在投资银行部负责分析员工作，2004年转投直接投资部工作，2008年晋升为执行董事。2014年7月28日，柳青加入滴滴打车（现更名为滴滴出行），出任首席运营官职务，次年2月4日升任滴滴总裁。
自加入滴滴以来，柳青在2015年将滴滴与快的打车实行战略合并，合并后的公司命名为滴滴快的（现更名为滴滴出行）。她还协助CEO程维将滴滴从单一的出租车叫车平台打造成多条业务线的一站式移动出行平台，并主导滴滴吸引苹果10亿美元投资以及收购优步中国等事件。
2016年12月，柳青被英国《金融时报》入选为2016年“全球年度女性”，成为唯一入选的企业界人士。

## 生平

### 早年经历及家庭
柳青于1978年6月16日出生于北京。1996年，柳青受比尔·盖茨的《未来之路》一书影响，当时最大的愿望是做程序员。她在高考中取得优异成绩之后，进入北京大学计算机系本科学习。1998年，柳青拿到了康柏公司的奖学金，去康柏市场部暑期实习。当时她从来没想过去联想实习，因为联想公司内部有规定，子女不得在公司任职，即使是实习也不行。2000年她从北京大学本科毕业后，进入哈佛大学研究生院，继续进修计算机专业。2002年从哈佛大学毕业，获得硕士学位。

### 高盛
2001年，柳青参加实习，获得在高盛香港实习的机会。2002年从哈佛大学毕业后，决定正式进入高盛工作，进入高盛（亚洲）后，最初任投资银行部分析员，2004年转投直接投资部，2008年晋升为高盛（亚洲）执行董事，2012年，晋升为高盛（亚洲）亚太区董事总经理，是高盛历史上最为年轻的董事总经理之一。期間招募江志成入職高盛。

### 滴滴出行
2014年7月28日，柳青加盟滴滴，出任首席运营官。同年12月，柳青帮助滴滴完成了当时非上市公司最大一笔7亿美元融资，投资方包括淡马锡、DST和腾讯。
2015年2月4日，柳青升任滴滴总裁，将负责更多公司日常业务运营。由此，滴滴进入董事长+总裁的管理模式。同月14日，柳青将滴滴与快的打车实行战略合并，合并后的公司命名为滴滴快的（现更名为滴滴出行），当时业界人士认为，此次合并后，滴滴在整个出行领域可以做的业务很多，包括代驾、公交，甚至同城快送等。
2015年7月，在柳青的主导下，滴滴启动新一轮的融资。该轮融资全部结束后，融资金额将远超20亿美元，届时滴滴快的公司将拥有超过35亿美元的现金储备，成为有史以来融到最多钱的互联网公司之一。
2015年8月，《华尔街日报》全球科技编辑乔纳森·克里姆对柳青进行了采访，讨论了滴滴快的未来的发展。同年10月，登上《福布斯》亚洲版的封面。
2015年10月，柳青宣布患有乳腺癌并接受治疗。同年12月初，她在微博上表示，治疗已成功结束后，将于十二月底前恢复工作。
2016年5月13日，柳青协助滴滴获得苹果公司10亿美元投资，使苹果在中国市场上占据优势地位，并为两家公司在产品集成和营销方面进行了合作。该笔投资也是滴滴迄今为止获得的单笔最大投资。同年6月16日，滴滴出行宣布完成了新一轮45亿美元的股权融资，新的投资方包括苹果、中国人寿及蚂蚁金服等，此次融资，再次刷新了行业融资纪录。
身为滴滴总裁的柳青，还与海外其他三家其他汽车租赁公司，分别是美国Lyft、印度Ola和新加坡Grab进行战略合作。
2016年8月1日，滴滴收购优步在中国的品牌、业务、数据等全部资产。
2022年4月，柳传志和柳青父女双双清空微博账号内容，引发外界揣测。
2022年7月21日，网信办正式发布安全审查结果称，滴滴平台上共存在16项违法事实，其中，违规收集及处理个人信息数量总计高达647.09亿条。对此，网信办依法对滴滴处以80.26亿元罚款，并对滴滴两位关键人物程维及柳青分别处以100万元罚款。至此，这场长达一年的审查风暴才告一段落。

## 社会及公益活动
柳青曾在2014年10月带领滴滴与中国妇女发展基金会联合发起“粉爱行动”，同时联合推出针对女性出行帮助的专项基金——“粉爱基金”，并宣布开启“粉红包”分享活动。
她曾在几个重要行业会议上发表主旨演讲，包括名利场新建首脑会议、WSJDlive、RISE、CONVERGE、全球妇女与创业大会与全球创业峰会。
柳青也是哈佛大学文理研究生院校友会理事会委员、北京青联委员以及壹基金投资委员会成员。

## 家庭
父亲柳传志为联想集团创始人，母亲龚国兴，哥哥柳林（1970年－)，堂妹柳甄，前夫不详。
2019年4月16日，柳青在朋友圈透露已经离婚两年，现在的身份是“单身妈妈”。

## 著作
- 《滴滴：分享经济改变中国》（与程维合著，人民邮电出版社，ISBN 9787115425034）[34][35]

## 奖项及荣誉
- 2013年、2015年最具影响力的商界女性（《中国企业家》杂志发起）[36][37]
- 2014年CCTV《商界传奇》年度奋斗人物大奖[38]
- 2015年《财富》“全球40位40岁以下的商界精英”奖（进入前五），同时进入“中国40位40岁以下的商界精英”名单[39]
- 2015年《财富》“中国最具影响力的25位商界女性”之一[40]
- 2015年被世界经济论坛评选为“全球青年领袖”[41]。
- 2015年被《福布斯》评选为“12位值得关注的亚洲年轻女高管”之一[42]。
- 2015年被评选为“2015中国十大品牌女性”[43]。
- 2016年被《快公司》评选为“世界上最具创意的商业人士”之一[44]。
- 2016年入选《连线》杂志百大人物名单[45]，同时入选年度全球25名天才榜单[46]。
- 2016年被《金融时报》入选为2016年“全球年度女性”，成为唯一入选的企业界人士，也成为唯一上榜的中国女性[6]。
- 2016年被《财富》入选为全球50大最具影响力女性，为40岁以下仅有的两名上榜者之一[47]。
- 2016年入选由美国《职业母亲》网站发布的“全球50大最具影响力母亲”榜单[48]。
- 2017年，被《福布斯》中文版入选为最佳女商人之一[49]。
- 2017年4月20日，被《时代》杂志入选2017年全球影响力百人榜，属于“巨人（Titans）”经济与社会领袖类别，成为唯一上榜的亚洲女企业家[50]。